# Bashtanka (Odesa)
Bashtanka  (ucraniano: Баштанків) es una localidad del Raión de Podilsk en el Óblast de Odesa de Ucrania. Según el censo de 2001, tiene una población de 1425 habitantes.